# Acción reivindicatoria
En derecho civil, la acción reivindicatoria es la acción judicial que puede ejercer  el propietario de una cosa contra las personas que la poseen sin ser propietarios. La propiedad como derecho está amparada por una serie de acciones judiciales tendentes a protegerla y a reprimir las violaciones o perturbaciones de que pueda ser objeto.
Los requisitos para su ejercicio según la jurisprudencia del Tribunal Supremo de España son:
- La titularidad del propietario, es decir que el que ejerce la acción reivindicatoria sea efectivamente su propietario.
- Posesión injustificada de la cosa por la parte demandada, pues se ha de demostrar que la posesión es indebida.
- Identidad de la cosa objeto de la acción.

Las consecuencias de la acción reivindicatoria contra el demandado es la obligación de restituir la cosa objeto de reclamación, con los frutos, mejoras y accesorios.

## Regulación por países

### Ecuador
La acción reinvidicatoria se regula en Ecuador en el libro IV, título XIII, artículo 933, del Código Civil, que prescribe: La reivindicación o acción de dominio es la que tiene el dueño de una cosa singular, de que no está en posesión, para que el poseedor de ella sea condenado a restituirla.

### España
La acción reivindicatoria se regula en España en el artículo 348 del Código Civil, dentro del título II referido a la propiedad, que establece que: "el propietario tiene acción contra el tenedor y poseedor de la cosa para reivindicarla".

### México
La acción reivindicatoria se encuentra regulada en México en los artículos 830 y 831 del Código Civil Federal, dentro del título IV "De la Propiedad", capítulo I "Disposiciones Generales".

### Chile
En Chile, la acción reivindicatoria se encuentra regulada en el título XII del libro II del Código Civil, artículos 889 al 903. El mismo texto legal, en sus artículos 904 y siguientes, regula las prestaciones mutuas derivadas de la acción de dominio.

### Perú
La acción reivindicatoria se encuentra regulada en el Código Civil, artículo 927.-  La acción reivindicatoria es imprescriptible. No procede contra aquel que adquirió el bien por prescripción.